# Mistrzostwa świata w łyżwiarstwie figurowym
Mistrzostwa świata w łyżwiarstwie figurowym (ang. World Figure Skating Championships, określane jako Worlds) – międzynarodowe zawody mistrzowskie w łyżwiarstwie figurowym organizowane przez Międzynarodową Unię Łyżwiarską (ISU) od 1896 roku. Od początku mistrzostw rozgrywano konkurencję solistów, następnie w 1906 roku dołączyła do niej konkurencja solistek, od 1908 roku pary sportowe, zaś od 1951 pary taneczne. Tytuł mistrza świata jest rozważany w dyscyplinie jako najważniejszy po mistrzostwie olimpijskim.
Zobacz też: Polacy na Mistrzostwach Świata

## Medaliści

### Soliści
| Rok                                                                       | Miejsce                                                                   | Złoto                                                                     | Srebro                                                                    | Brąz                                                                      | Źr.    |
| ------------------------------------------------------------------------- | ------------------------------------------------------------------------- | ------------------------------------------------------------------------- | ------------------------------------------------------------------------- | ------------------------------------------------------------------------- | ------ |
| 1896                                                                      | Sankt Petersburg                                                          | Gilbert Fuchs                                                             | Gustav Hügel                                                              | Georg Sanders                                                             | [ 1 ]  |
| 1897                                                                      | Sztokholm                                                                 | Gustav Hügel                                                              | Ulrich Salchow                                                            | Johan Lefstad                                                             | [ 1 ]  |
| 1898                                                                      | Londyn                                                                    | Henning Grenander                                                         | Gustav Hügel                                                              | Gilbert Fuchs                                                             | [ 1 ]  |
| 1899                                                                      | Davos                                                                     | Gustav Hügel                                                              | Ulrich Salchow                                                            | Edgar Syers                                                               | [ 1 ]  |
| 1900                                                                      | Davos                                                                     | Gustav Hügel                                                              | Ulrich Salchow                                                            | brak zawodników                                                           | [ 2 ]  |
| 1901                                                                      | Sztokholm                                                                 | Ulrich Salchow                                                            | Gilbert Fuchs                                                             | brak zawodników                                                           | [ 3 ]  |
| 1902                                                                      | Londyn                                                                    | Ulrich Salchow                                                            | Madge Syers-Cave                                                          | Martin Gordan                                                             | [ 2 ]  |
| 1903                                                                      | Sankt Petersburg                                                          | Ulrich Salchow                                                            | Nikołaj Panin                                                             | Max Bohatsch                                                              | [ 2 ]  |
| 1904                                                                      | Berlin                                                                    | Ulrich Salchow                                                            | Heinrich Burger                                                           | Martin Gordan                                                             | [ 2 ]  |
| 1905                                                                      | Sztokholm                                                                 | Ulrich Salchow                                                            | Max Bohatsch                                                              | Per Thorén                                                                | [ 2 ]  |
| 1906                                                                      | Monachium                                                                 | Gilbert Fuchs                                                             | Heinrich Burger                                                           | Bror Meyer                                                                | [ 2 ]  |
| 1907                                                                      | Wiedeń                                                                    | Ulrich Salchow                                                            | Max Bohatsch                                                              | Gilbert Fuchs                                                             | [ 2 ]  |
| 1908                                                                      | Troppau                                                                   | Ulrich Salchow                                                            | Gilbert Fuchs                                                             | Heinrich Burger                                                           | [ 2 ]  |
| 1909                                                                      | Sztokholm                                                                 | Ulrich Salchow                                                            | Per Thorén                                                                | Ernest Herz                                                               | [ 2 ]  |
| 1910                                                                      | Davos                                                                     | Ulrich Salchow                                                            | Werner Rittberger                                                         | Andor Szende                                                              | [ 4 ]  |
| 1911                                                                      | Berlin                                                                    | Ulrich Salchow                                                            | Werner Rittberger                                                         | Fritz Kachler                                                             | [ 4 ]  |
| 1912                                                                      | Manchester                                                                | Fritz Kachler                                                             | Werner Rittberger                                                         | Andor Szende                                                              | [ 4 ]  |
| 1913                                                                      | Wiedeń                                                                    | Fritz Kachler                                                             | Willy Böckl                                                               | Andor Szende                                                              | [ 4 ]  |
| 1914                                                                      | Helsinki                                                                  | Gösta Sandahl                                                             | Fritz Kachler                                                             | Willy Böckl                                                               | [ 4 ]  |
| Mistrzostwa nie odbyły się w latach 1915–1921 z powodu I wojny światowej  |                                                                           |                                                                           |                                                                           |                                                                           | [ 4 ]  |
| 1922                                                                      | Sztokholm                                                                 | Gillis Grafström                                                          | Fritz Kachler                                                             | Willy Böckl                                                               | [ 5 ]  |
| 1923                                                                      | Wiedeń                                                                    | Fritz Kachler                                                             | Willy Böckl                                                               | Gosta Sandahl                                                             | [ 5 ]  |
| 1924                                                                      | Manchester                                                                | Gillis Grafström                                                          | Willy Böckl                                                               | Ernst Oppacher                                                            | [ 5 ]  |
| 1925                                                                      | Wiedeń                                                                    | Willy Böckl                                                               | Fritz Kachler                                                             | Otto Preissecker                                                          | [ 5 ]  |
| 1926                                                                      | Berlin                                                                    | Willy Böckl                                                               | Otto Preissecker                                                          | John Page                                                                 | [ 5 ]  |
| 1927                                                                      | Davos                                                                     | Willy Böckl                                                               | Otto Preissecker                                                          | Karl Schäfer                                                              | [ 5 ]  |
| 1928                                                                      | Berlin                                                                    | Willy Böckl                                                               | Karl Schäfer                                                              | Hug Distler                                                               | [ 5 ]  |
| 1929                                                                      | Londyn                                                                    | Gillis Grafström                                                          | Karl Schäfer                                                              | Ludwig Wrede                                                              | [ 5 ]  |
| 1930                                                                      | Nowy Jork                                                                 | Karl Schäfer                                                              | Roger Turner                                                              | Georg Gautschi                                                            | [ 6 ]  |
| 1931                                                                      | Berlin                                                                    | Karl Schäfer                                                              | Roger Turner                                                              | Ernst Baier                                                               | [ 6 ]  |
| 1932                                                                      | Montreal                                                                  | Karl Schäfer                                                              | Montgomery Wilson                                                         | Ernst Baier                                                               | [ 6 ]  |
| 1933                                                                      | Zurych                                                                    | Karl Schäfer                                                              | Ernst Baier                                                               | Markus Nikkanen                                                           | [ 6 ]  |
| 1934                                                                      | Sztokholm                                                                 | Karl Schäfer                                                              | Ernst Baier                                                               | Erich Erdos                                                               | [ 6 ]  |
| 1935                                                                      | Budapeszt                                                                 | Karl Schäfer                                                              | Jack Dunn                                                                 | Dénes Pataky                                                              | [ 6 ]  |
| 1936                                                                      | Paryż                                                                     | Karl Schäfer                                                              | Graham Sharp                                                              | Felix Kaspar                                                              | [ 6 ]  |
| 1937                                                                      | Wiedeń                                                                    | Felix Kaspar                                                              | Graham Sharp                                                              | Elemér Terták                                                             | [ 6 ]  |
| 1938                                                                      | Berlin                                                                    | Felix Kaspar                                                              | Graham Sharp                                                              | Herbert Alward                                                            | [ 6 ]  |
| 1939                                                                      | Budapeszt                                                                 | Graham Sharp                                                              | Freddie Tomlins                                                           | Horst Faber                                                               | [ 6 ]  |
| Mistrzostwa nie odbyły się w latach 1940–1946 z powodu II wojny światowej | Mistrzostwa nie odbyły się w latach 1940–1946 z powodu II wojny światowej | Mistrzostwa nie odbyły się w latach 1940–1946 z powodu II wojny światowej | Mistrzostwa nie odbyły się w latach 1940–1946 z powodu II wojny światowej | Mistrzostwa nie odbyły się w latach 1940–1946 z powodu II wojny światowej | [ 7 ]  |
| 1947                                                                      | Sztokholm                                                                 | Hans Gerschwiler                                                          | Richard Button                                                            | Arthur Apfel                                                              | [ 7 ]  |
| 1948                                                                      | Davos                                                                     | Richard Button                                                            | Hans Gerschwiler                                                          | Ede Király                                                                | [ 7 ]  |
| 1949                                                                      | Paryż                                                                     | Richard Button                                                            | Ede Király                                                                | Edi Rada                                                                  | [ 7 ]  |
| 1950                                                                      | Londyn                                                                    | Richard Button                                                            | Ede Király                                                                | Hayes Alan Jenkins                                                        | [ 8 ]  |
| 1951                                                                      | Mediolan                                                                  | Richard Button                                                            | James Grogan                                                              | Helmut Seibt                                                              | [ 8 ]  |
| 1952                                                                      | Paryż                                                                     | Richard Button                                                            | James Grogan                                                              | Hayes Alan Jenkins                                                        | [ 8 ]  |
| 1953                                                                      | Davos                                                                     | Hayes Alan Jenkins                                                        | James Grogan                                                              | Carlo Fassi                                                               | [ 8 ]  |
| 1954                                                                      | Oslo                                                                      | Hayes Alan Jenkins                                                        | James Grogan                                                              | Alain Giletti                                                             | [ 8 ]  |
| 1955                                                                      | Wiedeń                                                                    | Hayes Alan Jenkins                                                        | Ronald Robertson                                                          | David Jenkins                                                             | [ 8 ]  |
| 1956                                                                      | Garmisch-Partenkirchen                                                    | Hayes Alan Jenkins                                                        | Ronald Robertson                                                          | David Jenkins                                                             | [ 8 ]  |
| 1957                                                                      | Colorado Springs                                                          | David Jenkins                                                             | Tim Brown                                                                 | Charles Snelling                                                          | [ 8 ]  |
| 1958                                                                      | Paryż                                                                     | David Jenkins                                                             | Tim Brown                                                                 | Alain Giletti                                                             | [ 8 ]  |
| 1959                                                                      | Colorado Springs                                                          | David Jenkins                                                             | Donald Jackson                                                            | Tim Brown                                                                 | [ 8 ]  |
| 1960                                                                      | Vancouver                                                                 | Alain Giletti                                                             | Donald Jackson                                                            | Alain Calmat                                                              | [ 9 ]  |
| 1961                                                                      | Praga                                                                     | Mistrzostwa odwołano z powodu katastrofy lotniczej                        | Mistrzostwa odwołano z powodu katastrofy lotniczej                        | Mistrzostwa odwołano z powodu katastrofy lotniczej                        | [ 3 ]  |
| 1962                                                                      | Praga                                                                     | Donald Jackson                                                            | Karol Divín                                                               | Alain Calmat                                                              | [ 9 ]  |
| 1963                                                                      | Cortina d’Ampezzo                                                         | Donald McPherson                                                          | Alain Calmat                                                              | Manfred Schnelldorfer                                                     | [ 9 ]  |
| 1964                                                                      | Dortmund                                                                  | Manfred Schnelldorfer                                                     | Alain Calmat                                                              | Karol Divín                                                               | [ 9 ]  |
| 1965                                                                      | Colorado Springs                                                          | Alain Calmat                                                              | Scott Allen                                                               | Donald Knight                                                             | [ 9 ]  |
| 1966                                                                      | Davos                                                                     | Emmerich Danzer                                                           | Wolfgang Schwarz                                                          | Gary Visconti                                                             | [ 9 ]  |
| 1967                                                                      | Wiedeń                                                                    | Emmerich Danzer                                                           | Wolfgang Schwarz                                                          | Gary Visconti                                                             | [ 9 ]  |
| 1968                                                                      | Genewa                                                                    | Emmerich Danzer                                                           | Tim Wood                                                                  | Patrick Péra                                                              | [ 9 ]  |
| 1969                                                                      | Colorado Springs                                                          | Tim Wood                                                                  | Ondrej Nepela                                                             | Patrick Péra                                                              | [ 9 ]  |
| 1970                                                                      | Lublana                                                                   | Tim Wood                                                                  | Ondrej Nepela                                                             | Günter Zöller                                                             | [ 10 ] |
| 1971                                                                      | Lyon                                                                      | Ondrej Nepela                                                             | Patrick Péra                                                              | Siergiej Czetwieruchin                                                    | [ 10 ] |
| 1972                                                                      | Calgary                                                                   | Ondrej Nepela                                                             | Siergiej Czetwieruchin                                                    | Władimir Kowalow                                                          | [ 10 ] |
| 1973                                                                      | Bratysława                                                                | Ondrej Nepela                                                             | Siergiej Czetwieruchin                                                    | Jan Hoffmann                                                              | [ 10 ] |
| 1974                                                                      | Monachium                                                                 | Jan Hoffmann                                                              | Siergiej Wołkow                                                           | Toller Cranston                                                           | [ 10 ] |
| 1975                                                                      | Colorado Springs                                                          | Siergiej Wołkow                                                           | Władimir Kowalow                                                          | John Curry                                                                | [ 10 ] |
| 1976                                                                      | Göteborg                                                                  | John Curry                                                                | Władimir Kowalow                                                          | Jan Hoffmann                                                              | [ 10 ] |
| 1977                                                                      | Tokio                                                                     | Władimir Kowalow                                                          | Jan Hoffmann                                                              | Minoru Sano                                                               | [ 10 ] |
| 1978                                                                      | Ottawa                                                                    | Charles Tickner                                                           | Jan Hoffmann                                                              | Robin Cousins                                                             | [ 10 ] |
| 1979                                                                      | Wiedeń                                                                    | Władimir Kowalow                                                          | Robin Cousins                                                             | Jan Hoffmann                                                              | [ 10 ] |
| 1980                                                                      | Dortmund                                                                  | Jan Hoffmann                                                              | Robin Cousins                                                             | Charles Tickner                                                           | [ 11 ] |
| 1981                                                                      | Hartford                                                                  | Scott Hamilton                                                            | David Santee                                                              | Igor Bobrin                                                               | [ 11 ] |
| 1982                                                                      | Kopenhaga                                                                 | Scott Hamilton                                                            | Norbert Schramm                                                           | Brian Pockar                                                              | [ 11 ] |
| 1983                                                                      | Helsinki                                                                  | Scott Hamilton                                                            | Norbert Schramm                                                           | Brian Orser                                                               | [ 11 ] |
| 1984                                                                      | Ottawa                                                                    | Scott Hamilton                                                            | Brian Orser                                                               | Aleksandr Fadiejew                                                        | [ 11 ] |
| 1985                                                                      | Tokio                                                                     | Aleksandr Fadiejew                                                        | Brian Orser                                                               | Brian Boitano                                                             | [ 11 ] |
| 1986                                                                      | Genewa                                                                    | Brian Boitano                                                             | Brian Orser                                                               | Aleksandr Fadiejew                                                        | [ 11 ] |
| 1987                                                                      | Cincinnati                                                                | Brian Orser                                                               | Brian Boitano                                                             | Aleksandr Fadiejew                                                        | [ 11 ] |
| 1988                                                                      | Budapeszt                                                                 | Brian Boitano                                                             | Brian Orser                                                               | Wiktor Petrenko                                                           | [ 11 ] |
| 1989                                                                      | Paryż                                                                     | Kurt Browning                                                             | Christopher Bowman                                                        | Grzegorz Filipowski                                                       | [ 11 ] |
| 1990                                                                      | Halifax                                                                   | Kurt Browning                                                             | Wiktor Petrenko                                                           | Christopher Bowman                                                        | [ 12 ] |
| 1991                                                                      | Monachium                                                                 | Kurt Browning                                                             | Wiktor Petrenko                                                           | Todd Eldredge                                                             | [ 12 ] |
| 1992                                                                      | Oakland                                                                   | Wiktor Petrenko                                                           | Kurt Browning                                                             | Elvis Stojko                                                              | [ 12 ] |
| 1993                                                                      | Praga                                                                     | Kurt Browning                                                             | Elvis Stojko                                                              | Aleksiej Urmanow                                                          | [ 12 ] |
| 1994                                                                      | Chiba                                                                     | Elvis Stojko                                                              | Philippe Candeloro                                                        | Wiaczesław Zagorodniuk                                                    | [ 12 ] |
| 1995                                                                      | Birmingham                                                                | Elvis Stojko                                                              | Todd Eldredge                                                             | Philippe Candeloro                                                        | [ 12 ] |
| 1996                                                                      | Edmonton                                                                  | Todd Eldredge                                                             | Ilja Kulik                                                                | Rudy Galindo                                                              | [ 13 ] |
| 1997                                                                      | Lozanna                                                                   | Elvis Stojko                                                              | Todd Eldredge                                                             | Aleksiej Jagudin                                                          | [ 14 ] |
| 1998                                                                      | Minneapolis                                                               | Aleksiej Jagudin                                                          | Todd Eldredge                                                             | Jewgienij Pluszczenko                                                     | [ 15 ] |
| 1999                                                                      | Helsinki                                                                  | Aleksiej Jagudin                                                          | Jewgienij Pluszczenko                                                     | Michael Weiss                                                             | [ 16 ] |
| 2000                                                                      | Nicea                                                                     | Aleksiej Jagudin                                                          | Elvis Stojko                                                              | Michael Weiss                                                             | [ 17 ] |
| 2001                                                                      | Vancouver                                                                 | Jewgienij Pluszczenko                                                     | Aleksiej Jagudin                                                          | Todd Eldredge                                                             | [ 18 ] |
| 2002                                                                      | Nagano                                                                    | Aleksiej Jagudin                                                          | Timothy Goebel                                                            | Takeshi Honda                                                             | [ 19 ] |
| 2003                                                                      | Waszyngton                                                                | Jewgienij Pluszczenko                                                     | Timothy Goebel                                                            | Takeshi Honda                                                             | [ 20 ] |
| 2004                                                                      | Dortmund                                                                  | Jewgienij Pluszczenko                                                     | Brian Joubert                                                             | Stefan Lindemann                                                          | [ 21 ] |
| 2005                                                                      | Moskwa                                                                    | Stéphane Lambiel                                                          | Jeffrey Buttle                                                            | Evan Lysacek                                                              | [ 22 ] |
| 2006                                                                      | Calgary                                                                   | Stéphane Lambiel                                                          | Brian Joubert                                                             | Evan Lysacek                                                              | [ 23 ] |
| 2007                                                                      | Tokio                                                                     | Brian Joubert                                                             | Daisuke Takahashi                                                         | Stéphane Lambiel                                                          | [ 24 ] |
| 2008                                                                      | Göteborg                                                                  | Jeffrey Buttle                                                            | Brian Joubert                                                             | Johnny Weir                                                               | [ 25 ] |
| 2009                                                                      | Los Angeles                                                               | Evan Lysacek                                                              | Patrick Chan                                                              | Brian Joubert                                                             | [ 26 ] |
| 2010                                                                      | Turyn                                                                     | Daisuke Takahashi                                                         | Patrick Chan                                                              | Brian Joubert                                                             | [ 27 ] |
| 2011                                                                      | Moskwa                                                                    | Patrick Chan                                                              | Takahiko Kozuka                                                           | Artur Gaczinski                                                           | [ 28 ] |
| 2012                                                                      | Nicea                                                                     | Patrick Chan                                                              | Daisuke Takahashi                                                         | Yuzuru Hanyū                                                              | [ 29 ] |
| 2013                                                                      | London                                                                    | Patrick Chan                                                              | Dienis Ten                                                                | Javier Fernández                                                          | [ 30 ] |
| 2014                                                                      | Saitama                                                                   | Yuzuru Hanyū                                                              | Tatsuki Machida                                                           | Javier Fernández                                                          | [ 31 ] |
| 2015                                                                      | Szanghaj                                                                  | Javier Fernández                                                          | Yuzuru Hanyū                                                              | Dienis Ten                                                                | [ 32 ] |
| 2016                                                                      | Boston                                                                    | Javier Fernández                                                          | Yuzuru Hanyū                                                              | Jin Boyang                                                                | [ 33 ] |
| 2017                                                                      | Helsinki                                                                  | Yuzuru Hanyū                                                              | Shōma Uno                                                                 | Jin Boyang                                                                | [ 34 ] |
| 2018                                                                      | Mediolan                                                                  | Nathan Chen                                                               | Shōma Uno                                                                 | Michaił Kolada                                                            | [ 35 ] |
| 2019                                                                      | Saitama                                                                   | Nathan Chen                                                               | Yuzuru Hanyū                                                              | Vincent Zhou                                                              | [ 36 ] |
| 2020                                                                      | Montreal                                                                  | Mistrzostwa odwołano z powodu pandemii COVID-19                           | Mistrzostwa odwołano z powodu pandemii COVID-19                           | Mistrzostwa odwołano z powodu pandemii COVID-19                           | [ 37 ] |
| 2021                                                                      | Sztokholm                                                                 | Nathan Chen                                                               | Yuma Kagiyama                                                             | Yuzuru Hanyū                                                              | [ 38 ] |
| 2022                                                                      | Montpellier                                                               | Shōma Uno                                                                 | Yuma Kagiyama                                                             | Vincent Zhou                                                              | [ 39 ] |
| 2023                                                                      | Saitama                                                                   | Shōma Uno                                                                 | Cha Jun-hwan                                                              | Ilia Malinin                                                              | [ 40 ] |
| 2024                                                                      | Montreal                                                                  | Ilia Malinin                                                              | Yuma Kagiyama                                                             | Adam Siao Him Fa                                                          | [ 41 ] |
| 2025                                                                      | Boston                                                                    | Ilia Malinin                                                              | Michaił Szajdorow                                                         | Yuma Kagiyama                                                             | [ 42 ] |

### Solistki
| Rok                                                                       | Miejsce                                                                   | Złoto                                                                     | Srebro                                                                    | Brąz                                                                      | Źr.    |
| ------------------------------------------------------------------------- | ------------------------------------------------------------------------- | ------------------------------------------------------------------------- | ------------------------------------------------------------------------- | ------------------------------------------------------------------------- | ------ |
| 1906                                                                      | Davos                                                                     | Madge Syers-Cave                                                          | Jenny Herz                                                                | Lily Kronberger                                                           | [ 43 ] |
| 1907                                                                      | Wiedeń                                                                    | Madge Syers-Cave                                                          | Jenny Herz                                                                | Lily Kronberger                                                           | [ 43 ] |
| 1908                                                                      | Troppau                                                                   | Lily Kronberger                                                           | Elsa Rendschmidt                                                          | brak zawodniczek                                                          | [ 43 ] |
| 1909                                                                      | Budapeszt                                                                 | Lily Kronberger                                                           | brak zawodniczek                                                          | brak zawodniczek                                                          | [ 43 ] |
| 1910                                                                      | Berlin                                                                    | Lily Kronberger                                                           | Elsa Rendschmidt                                                          | brak zawodniczek                                                          | [ 43 ] |
| 1911                                                                      | Wiedeń                                                                    | Lily Kronberger                                                           | Opika von Méray-Horváth                                                   | Ludowika Jakobsson-Eilers                                                 | [ 43 ] |
| 1912                                                                      | Davos                                                                     | Opika von Méray-Horváth                                                   | Grennhough Smith                                                          | Phyllis Johnson                                                           | [ 43 ] |
| 1913                                                                      | Sztokholm                                                                 | Opika von Méray-Horváth                                                   | Phyllis Johnson                                                           | Svea Norén                                                                | [ 43 ] |
| 1914                                                                      | St. Moritz                                                                | Opika von Méray-Horváth                                                   | Angela Hanka                                                              | Phyllis Johnson                                                           | [ 43 ] |
| Mistrzostwa nie odbyły się w latach 1915–1921 z powodu I wojny światowej  |                                                                           |                                                                           |                                                                           |                                                                           | [ 43 ] |
| 1922                                                                      | Sztokholm                                                                 | Herma Plank-Szabó                                                         | Svea Norén                                                                | Margot Moe                                                                | [ 44 ] |
| 1923                                                                      | Wiedeń                                                                    | Herma Plank-Szabó                                                         | Gisela Reichmann                                                          | Svea Norén                                                                | [ 44 ] |
| 1924                                                                      | Oslo                                                                      | Herma Plank-Szabó                                                         | Ellen Brockhöfft                                                          | Beatrix Loughran                                                          | [ 44 ] |
| 1925                                                                      | Davos                                                                     | Herma Plank-Szabó                                                         | Ellen Brockhöfft                                                          | Elisabeth Bockel                                                          | [ 44 ] |
| 1926                                                                      | Sztokholm                                                                 | Herma Plank-Szabó                                                         | Sonja Henie                                                               | Kathleen Shaw                                                             | [ 44 ] |
| 1927                                                                      | Oslo                                                                      | Sonja Henie                                                               | Herma Jaross-Szabó                                                        | Karen Simensen                                                            | [ 44 ] |
| 1928                                                                      | Londyn                                                                    | Sonja Henie                                                               | Maribel Vinson                                                            | Fritzi Burger                                                             | [ 44 ] |
| 1929                                                                      | Budapeszt                                                                 | Sonja Henie                                                               | Fritzi Burger                                                             | Melitta Brunner                                                           | [ 44 ] |
| 1930                                                                      | Nowy Jork                                                                 | Sonja Henie                                                               | Cecil Smith                                                               | Maribel Vinson                                                            | [ 45 ] |
| 1931                                                                      | Berlin                                                                    | Sonja Henie                                                               | Hilde Holovsky                                                            | Fritzi Burger                                                             | [ 45 ] |
| 1932                                                                      | Montreal                                                                  | Sonja Henie                                                               | Fritzi Burger                                                             | Constance Wilson-Samuel                                                   | [ 45 ] |
| 1933                                                                      | Sztokholm                                                                 | Sonja Henie                                                               | Vivi-Anne Hultén                                                          | Hilde Holovsky                                                            | [ 45 ] |
| 1934                                                                      | Oslo                                                                      | Sonja Henie                                                               | Megan Taylor                                                              | Liselotte Landbeck                                                        | [ 45 ] |
| 1935                                                                      | Wiedeń                                                                    | Sonja Henie                                                               | Cecilia Colledge                                                          | Vivi-Anne Hultén                                                          | [ 45 ] |
| 1936                                                                      | Paryż                                                                     | Sonja Henie                                                               | Megan Taylor                                                              | Vivi-Anne Hultén                                                          | [ 45 ] |
| 1937                                                                      | Londyn                                                                    | Cecilia Colledge                                                          | Megan Taylor                                                              | Vivi-Anne Hultén                                                          | [ 45 ] |
| 1938                                                                      | Sztokholm                                                                 | Megan Taylor                                                              | Cecilia Colledge                                                          | Hedy Stenuf                                                               | [ 45 ] |
| 1939                                                                      | Praga                                                                     | Megan Taylor                                                              | Hedy Stenuf                                                               | Daphne Walker                                                             | [ 45 ] |
| Mistrzostwa nie odbyły się w latach 1940–1946 z powodu II wojny światowej | Mistrzostwa nie odbyły się w latach 1940–1946 z powodu II wojny światowej | Mistrzostwa nie odbyły się w latach 1940–1946 z powodu II wojny światowej | Mistrzostwa nie odbyły się w latach 1940–1946 z powodu II wojny światowej | Mistrzostwa nie odbyły się w latach 1940–1946 z powodu II wojny światowej | [ 46 ] |
| 1947                                                                      | Sztokholm                                                                 | Barbara Ann Scott                                                         | Daphne Walker                                                             | Gretchen Merrill                                                          | [ 46 ] |
| 1948                                                                      | Davos                                                                     | Barbara Ann Scott                                                         | Eva Pawlik                                                                | Jiřina Nekolová                                                           | [ 46 ] |
| 1949                                                                      | Paryż                                                                     | Alena Vrzáňová                                                            | Yvonne Sherman                                                            | Jeannette Altwegg                                                         | [ 46 ] |
| 1950                                                                      | Londyn                                                                    | Alena Vrzáňová                                                            | Jeanette Altwegg                                                          | Yvonne Sherman                                                            | [ 47 ] |
| 1951                                                                      | Mediolan                                                                  | Jeanette Altwegg                                                          | Jacqueline du Bief                                                        | Sonya Klopfer                                                             | [ 47 ] |
| 1952                                                                      | Paryż                                                                     | Jacqueline du Bief                                                        | Sonya Klopfer                                                             | Virginia Baxter                                                           | [ 47 ] |
| 1953                                                                      | Davos                                                                     | Tenley Albright                                                           | Gundi Busch                                                               | Valda Osborn                                                              | [ 47 ] |
| 1954                                                                      | Oslo                                                                      | Gundi Busch                                                               | Tenley Albright                                                           | Erica Batchelor                                                           | [ 47 ] |
| 1955                                                                      | Wiedeń                                                                    | Tenley Albright                                                           | Carol Heiss                                                               | Hanna Eigel                                                               | [ 47 ] |
| 1956                                                                      | Garmisch-Partenkirchen                                                    | Carol Heiss                                                               | Tenley Albright                                                           | Ingrid Wendl                                                              | [ 47 ] |
| 1957                                                                      | Colorado Springs                                                          | Carol Heiss                                                               | Hanna Eigel                                                               | Ingrid Wendl                                                              | [ 47 ] |
| 1958                                                                      | Paryż                                                                     | Carol Heiss                                                               | Ingrid Wendl                                                              | Hanna Walter                                                              | [ 47 ] |
| 1959                                                                      | Colorado Springs                                                          | Carol Heiss                                                               | Hanna Walter                                                              | Sjoukje Dijkstra                                                          | [ 47 ] |
| 1960                                                                      | Vancouver                                                                 | Carol Heiss                                                               | Sjoukje Dijkstra                                                          | Barbara Ann Roles                                                         | [ 48 ] |
| 1961                                                                      | Praga                                                                     | Mistrzostwa odwołano z powodu katastrofy lotniczej                        | Mistrzostwa odwołano z powodu katastrofy lotniczej                        | Mistrzostwa odwołano z powodu katastrofy lotniczej                        | [ 49 ] |
| 1962                                                                      | Praga                                                                     | Sjoukje Dijkstra                                                          | Wendy Griner                                                              | Regine Heitzer                                                            | [ 48 ] |
| 1963                                                                      | Cortina d’Ampezzo                                                         | Sjoukje Dijkstra                                                          | Regine Heitzer                                                            | Nicole Hassler                                                            | [ 48 ] |
| 1964                                                                      | Dortmund                                                                  | Sjoukje Dijkstra                                                          | Regine Heitzer                                                            | Petra Burka                                                               | [ 48 ] |
| 1965                                                                      | Colorado Springs                                                          | Petra Burka                                                               | Regine Heitzer                                                            | Peggy Fleming                                                             | [ 48 ] |
| 1966                                                                      | Davos                                                                     | Peggy Fleming                                                             | Gabriele Seyfert                                                          | Petra Burka                                                               | [ 48 ] |
| 1967                                                                      | Wiedeń                                                                    | Peggy Fleming                                                             | Gabriele Seyfert                                                          | Hana Mašková                                                              | [ 48 ] |
| 1968                                                                      | Genewa                                                                    | Peggy Fleming                                                             | Gabriele Seyfert                                                          | Hana Mašková                                                              | [ 48 ] |
| 1969                                                                      | Colorado Springs                                                          | Gabriele Seyfert                                                          | Beatrix Schuba                                                            | Zsuzsa Almássy                                                            | [ 48 ] |
| 1970                                                                      | Lublana                                                                   | Gabriele Seyfert                                                          | Beatrix Schuba                                                            | Julie Lynn Holmes                                                         | [ 50 ] |
| 1971                                                                      | Lyon                                                                      | Beatrix Schuba                                                            | Julie Lynn Holmes                                                         | Karen Magnussen                                                           | [ 50 ] |
| 1972                                                                      | Calgary                                                                   | Beatrix Schuba                                                            | Karen Magnussen                                                           | Janet Lynn                                                                | [ 50 ] |
| 1973                                                                      | Bratysława                                                                | Karen Magnussen                                                           | Janet Lynn                                                                | Christine Errath                                                          | [ 50 ] |
| 1974                                                                      | Monachium                                                                 | Christine Errath                                                          | Dorothy Hamill                                                            | Dianne de Leeuw                                                           | [ 50 ] |
| 1975                                                                      | Colorado Springs                                                          | Dianne de Leeuw                                                           | Dorothy Hamill                                                            | Christine Errath                                                          | [ 50 ] |
| 1976                                                                      | Göteborg                                                                  | Dorothy Hamill                                                            | Christine Errath                                                          | Dianne de Leeuw                                                           | [ 50 ] |
| 1977                                                                      | Tokio                                                                     | Linda Fratianne                                                           | Anett Pötzsch                                                             | Dagmar Lurz                                                               | [ 50 ] |
| 1978                                                                      | Ottawa                                                                    | Anett Pötzsch                                                             | Linda Fratianne                                                           | Susanna Driano                                                            | [ 50 ] |
| 1979                                                                      | Wiedeń                                                                    | Linda Fratianne                                                           | Anett Pötzsch                                                             | Emi Watanabe                                                              | [ 50 ] |
| 1980                                                                      | Dortmund                                                                  | Anett Pötzsch                                                             | Dagmar Lurz                                                               | Linda Fratianne                                                           | [ 51 ] |
| 1981                                                                      | Hartford                                                                  | Denise Biellmann                                                          | Elaine Zayak                                                              | Claudia Kristofics-Binder                                                 | [ 51 ] |
| 1982                                                                      | Kopenhaga                                                                 | Elaine Zayak                                                              | Katarina Witt                                                             | Claudia Kristofics-Binder                                                 | [ 51 ] |
| 1983                                                                      | Helsinki                                                                  | Rosalynn Sumners                                                          | Claudia Leistner                                                          | Jelena Wodoriezowa                                                        | [ 51 ] |
| 1984                                                                      | Ottawa                                                                    | Katarina Witt                                                             | Anna Kondraszowa                                                          | Elaine Zayak                                                              | [ 51 ] |
| 1985                                                                      | Tokio                                                                     | Katarina Witt                                                             | Kira Iwanowa                                                              | Tiffany Chin                                                              | [ 51 ] |
| 1986                                                                      | Genewa                                                                    | Debi Thomas                                                               | Katarina Witt                                                             | Tiffany Chin                                                              | [ 51 ] |
| 1987                                                                      | Cincinnati                                                                | Katarina Witt                                                             | Debi Thomas                                                               | Caryn Kadavy                                                              | [ 51 ] |
| 1988                                                                      | Budapeszt                                                                 | Katarina Witt                                                             | Elizabeth Manley                                                          | Debi Thomas                                                               | [ 51 ] |
| 1989                                                                      | Paryż                                                                     | Midori Itō                                                                | Claudia Leistner                                                          | Jill Trenary                                                              | [ 51 ] |
| 1990                                                                      | Halifax                                                                   | Jill Trenary                                                              | Midori Itō                                                                | Holly Cook                                                                | [ 52 ] |
| 1991                                                                      | Monachium                                                                 | Kristi Yamaguchi                                                          | Tonya Harding                                                             | Nancy Kerrigan                                                            | [ 52 ] |
| 1992                                                                      | Oakland                                                                   | Kristi Yamaguchi                                                          | Nancy Kerrigan                                                            | Chen Lu                                                                   | [ 52 ] |
| 1993                                                                      | Praga                                                                     | Oksana Bajuł                                                              | Surya Bonaly                                                              | Chen Lu                                                                   | [ 52 ] |
| 1994                                                                      | Chiba                                                                     | Yuka Satō                                                                 | Surya Bonaly                                                              | Tanja Szewczenko                                                          | [ 52 ] |
| 1995                                                                      | Birmingham                                                                | Chen Lu                                                                   | Surya Bonaly                                                              | Nicole Bobek                                                              | [ 52 ] |
| 1996                                                                      | Edmonton                                                                  | Michelle Kwan                                                             | Chen Lu                                                                   | Irina Słucka                                                              | [ 53 ] |
| 1997                                                                      | Lozanna                                                                   | Tara Lipinski                                                             | Michelle Kwan                                                             | Vanessa Gusmeroli                                                         | [ 54 ] |
| 1998                                                                      | Minneapolis                                                               | Michelle Kwan                                                             | Irina Słucka                                                              | Marija Butyrska                                                           | [ 55 ] |
| 1999                                                                      | Helsinki                                                                  | Marija Butyrska                                                           | Michelle Kwan                                                             | Julija Sołdatowa                                                          | [ 56 ] |
| 2000                                                                      | Nicea                                                                     | Michelle Kwan                                                             | Irina Słucka                                                              | Marija Butyrska                                                           | [ 57 ] |
| 2001                                                                      | Vancouver                                                                 | Michelle Kwan                                                             | Irina Słucka                                                              | Sarah Hughes                                                              | [ 58 ] |
| 2002                                                                      | Nagano                                                                    | Irina Słucka                                                              | Michelle Kwan                                                             | Fumie Suguri                                                              | [ 59 ] |
| 2003                                                                      | Waszyngton                                                                | Michelle Kwan                                                             | Jelena Sokołowa                                                           | Fumie Suguri                                                              | [ 60 ] |
| 2004                                                                      | Dortmund                                                                  | Shizuka Arakawa                                                           | Sasha Cohen                                                               | Michelle Kwan                                                             | [ 61 ] |
| 2005                                                                      | Moskwa                                                                    | Irina Słucka                                                              | Sasha Cohen                                                               | Carolina Kostner                                                          | [ 62 ] |
| 2006                                                                      | Calgary                                                                   | Kimmie Meissner                                                           | Fumie Suguri                                                              | Sasha Cohen                                                               | [ 63 ] |
| 2007                                                                      | Tokio                                                                     | Miki Andō                                                                 | Mao Asada                                                                 | Kim Yu-na                                                                 | [ 64 ] |
| 2008                                                                      | Göteborg                                                                  | Mao Asada                                                                 | Carolina Kostner                                                          | Kim Yu-na                                                                 | [ 65 ] |
| 2009                                                                      | Los Angeles                                                               | Kim Yu-na                                                                 | Joannie Rochette                                                          | Miki Andō                                                                 | [ 66 ] |
| 2010                                                                      | Turyn                                                                     | Mao Asada                                                                 | Kim Yu-na                                                                 | Laura Lepistö                                                             | [ 67 ] |
| 2011                                                                      | Moskwa                                                                    | Miki Andō                                                                 | Kim Yu-na                                                                 | Carolina Kostner                                                          | [ 68 ] |
| 2012                                                                      | Nicea                                                                     | Carolina Kostner                                                          | Alona Leonowa                                                             | Akiko Suzuki                                                              | [ 69 ] |
| 2013                                                                      | London                                                                    | Kim Yu-na                                                                 | Carolina Kostner                                                          | Mao Asada                                                                 | [ 70 ] |
| 2014                                                                      | Saitama                                                                   | Mao Asada                                                                 | Julija Lipnicka                                                           | Carolina Kostner                                                          | [ 71 ] |
| 2015                                                                      | Szanghaj                                                                  | Jelizawieta Tuktamyszewa                                                  | Satoko Miyahara                                                           | Jelena Radionowa                                                          | [ 72 ] |
| 2016                                                                      | Boston                                                                    | Jewgienija Miedwiediewa                                                   | Ashley Wagner                                                             | Anna Pogoriła                                                             | [ 73 ] |
| 2017                                                                      | Helsinki                                                                  | Jewgienija Miedwiediewa                                                   | Kaetlyn Osmond                                                            | Gabrielle Daleman                                                         | [ 74 ] |
| 2018                                                                      | Mediolan                                                                  | Kaetlyn Osmond                                                            | Wakaba Higuchi                                                            | Satoko Miyahara                                                           | [ 75 ] |
| 2019                                                                      | Saitama                                                                   | Alina Zagitowa                                                            | Elizabet Tursynbajewa                                                     | Jewgienija Miedwiediewa                                                   | [ 76 ] |
| 2020                                                                      | Montreal                                                                  | Mistrzostwa odwołano z powodu pandemii COVID-19                           | Mistrzostwa odwołano z powodu pandemii COVID-19                           | Mistrzostwa odwołano z powodu pandemii COVID-19                           | [ 37 ] |
| 2021                                                                      | Sztokholm                                                                 | Anna Szczerbakowa                                                         | Jelizawieta Tuktamyszewa                                                  | Aleksandra Trusowa                                                        | [ 77 ] |
| 2022                                                                      | Montpellier                                                               | Kaori Sakamoto                                                            | Loena Hendrickx                                                           | Alysa Liu                                                                 | [ 78 ] |
| 2023                                                                      | Saitama                                                                   | Kaori Sakamoto                                                            | Lee Hae-in                                                                | Loena Hendrickx                                                           | [ 79 ] |
| 2024                                                                      | Montreal                                                                  | Kaori Sakamoto                                                            | Isabeau Levito                                                            | Kim Chae-yeon                                                             | [ 80 ] |
| 2025                                                                      | Boston                                                                    | Alysa Liu                                                                 | Kaori Sakamoto                                                            | Mone Chiba                                                                | [ 81 ] |

### Pary sportowe
| Rok                                                                       | Miejsce                                                                   | Złoto                                                                     | Srebro                                                                    | Brąz                                                                      | Źr.     |
| ------------------------------------------------------------------------- | ------------------------------------------------------------------------- | ------------------------------------------------------------------------- | ------------------------------------------------------------------------- | ------------------------------------------------------------------------- | ------- |
| 1908                                                                      | Sankt Petersburg                                                          | Anna Hübler / Heinrich Burger                                             | Phyllis Johnson / James H. Johnson                                        | Lidija Popowa / Aleksandr Fiszer                                          | [ 82 ]  |
| 1909                                                                      | Sztokholm                                                                 | Phyllis Johnson / James H. Johnson                                        | Valborg Lindahl / Nils Rosenius                                           | Gertrud Ström / Richard Johansson                                         | [ 82 ]  |
| 1910                                                                      | Berlin                                                                    | Anna Hübler / Heinrich Burger                                             | Ludowika Eilers / Walter Jakobsson                                        | Phyllis Johnson / James H. Johnson                                        | [ 82 ]  |
| 1911                                                                      | Wiedeń                                                                    | Ludowika Eilers / Walter Jakobsson                                        | brak zawodników                                                           | brak zawodników                                                           | [ 82 ]  |
| 1912                                                                      | Manchester                                                                | Phyllis Johnson / James H. Johnson                                        | Ludowika Jakobsson / Walter Jakobsson                                     | Alexia Bryn-Schøien / Yngvar Bryn                                         | [ 82 ]  |
| 1913                                                                      | Sztokholm                                                                 | Helene Engelmann / Karl Mejstrik                                          | Ludowika Jakobsson / Walter Jakobsson                                     | Christa von Szabó / Leo Horwitz                                           | [ 82 ]  |
| 1914                                                                      | St. Moritz                                                                | Ludowika Jakobsson / Walter Jakobsson                                     | Helene Engelmann / Karl Mejstrik                                          | Christa von Szabó / Leo Horwitz                                           | [ 82 ]  |
| Mistrzostwa nie odbyły się w latach 1915–1921 z powodu I wojny światowej  |                                                                           |                                                                           |                                                                           |                                                                           | [ 82 ]  |
| 1922                                                                      | Davos                                                                     | Helene Engelmann / Alfred Berger                                          | Ludowika Jakobsson / Walter Jakobsson                                     | Margaret Metzner / Paul Metzner                                           | [ 83 ]  |
| 1923                                                                      | Kristiania                                                                | Ludowika Jakobsson / Walter Jakobsson                                     | Alexia Bryn-Schøien / Yngvar Bryn                                         | Elna Henrikson / Kajaf Ekstrom                                            | [ 83 ]  |
| 1924                                                                      | Manchester                                                                | Helene Engelmann / Alfred Berger                                          | Ethel Muckelt / John Page                                                 | Elna Henrikson / Kajaf Ekstrom                                            | [ 83 ]  |
| 1925                                                                      | Wiedeń                                                                    | Herma Jaross-Szabó / Ludwig Wrede                                         | Andrée Joly / Pierre Brunet                                               | Lilly Scholz / Otto Kaiser                                                | [ 83 ]  |
| 1926                                                                      | Berlin                                                                    | Andrée Joly / Pierre Brunet                                               | Lilly Scholz / Otto Kaiser                                                | Herma Plank-Szabó / Ludwig Wrede                                          | [ 83 ]  |
| 1927                                                                      | Wiedeń                                                                    | Herma Jaross-Szabó / Ludwig Wrede                                         | Lilly Scholz / Otto Kaiser                                                | Else Hoppe / Oscar Hoppe                                                  | [ 83 ]  |
| 1928                                                                      | Londyn                                                                    | Andrée Joly / Pierre Brunet                                               | Lilly Scholz / Otto Kaiser                                                | Melitta Brunner / Ludwig Wrede                                            | [ 83 ]  |
| 1929                                                                      | Budapeszt                                                                 | Lilly Scholz / Otto Kaiser                                                | Melitta Brunner / Ludwig Wrede                                            | Olga Orgonista / Sándor Szalay                                            | [ 83 ]  |
| 1930                                                                      | Nowy Jork                                                                 | Andrée Brunet / Pierre Brunet                                             | Melitta Brunner / Ludwig Wrede                                            | Beatrix Loughran / Sherwin Badger                                         | [ 84 ]  |
| 1931                                                                      | Berlin                                                                    | Emília Rotter / László Szollás                                            | Olga Orgonista / Sándor Szalay                                            | Idi Papez / Karl Zwack                                                    | [ 84 ]  |
| 1932                                                                      | Montreal                                                                  | Andrée Brunet / Pierre Brunet                                             | Emília Rotter / László Szollás                                            | Beatrix Loughran / Sherwin Badger                                         | [ 84 ]  |
| 1933                                                                      | Sztokholm                                                                 | Emília Rotter / László Szollás                                            | Idi Papez / Karl Zwack                                                    | Randi Bakke-Gjertsen / Christen Christensen                               | [ 84 ]  |
| 1934                                                                      | Helsinki                                                                  | Emília Rotter / László Szollás                                            | Idi Papez / Karl Zwack                                                    | Maxi Herber / Ernst Baier                                                 | [ 84 ]  |
| 1935                                                                      | Budapeszt                                                                 | Emília Rotter / László Szollás                                            | Ilse Pausin / Erich Pausin                                                | Lucy Gallo / Rezso Dillinger                                              | [ 84 ]  |
| 1936                                                                      | Paryż                                                                     | Maxi Herber / Ernst Baier                                                 | Ilse Pausin / Erich Pausin                                                | Violet Cliff / Leslie Cliff                                               | [ 84 ]  |
| 1937                                                                      | Londyn                                                                    | Maxi Herber / Ernst Baier                                                 | Ilse Pausin / Erich Pausin                                                | Violet Cliff / Leslie Cliff                                               | [ 84 ]  |
| 1938                                                                      | Berlin                                                                    | Maxi Herber / Ernst Baier                                                 | Ilse Pausin / Erich Pausin                                                | Ilse Koch / Günther Noack                                                 | [ 84 ]  |
| 1939                                                                      | Budapeszt                                                                 | Maxi Herber / Ernst Baier                                                 | Ilse Pausin / Erich Pausin                                                | Ilse Koch / Günther Noack                                                 | [ 84 ]  |
| Mistrzostwa nie odbyły się w latach 1940–1946 z powodu II wojny światowej | Mistrzostwa nie odbyły się w latach 1940–1946 z powodu II wojny światowej | Mistrzostwa nie odbyły się w latach 1940–1946 z powodu II wojny światowej | Mistrzostwa nie odbyły się w latach 1940–1946 z powodu II wojny światowej | Mistrzostwa nie odbyły się w latach 1940–1946 z powodu II wojny światowej | [ 85 ]  |
| 1947                                                                      | Sztokholm                                                                 | Micheline Lannoy / Pierre Baugniet                                        | Karol Kennedy / Peter Kennedy                                             | Suzanne Diskeuve / Edmond Verbustel                                       | [ 85 ]  |
| 1948                                                                      | Davos                                                                     | Micheline Lannoy / Pierre Baugniet                                        | Andrea Kékesy / Ede Király                                                | Suzanne Morrow / Wallace Diestelmeyer                                     | [ 85 ]  |
| 1949                                                                      | Paryż                                                                     | Andrea Kékessy / Ede Király                                               | Karol Kennedy / Peter Kennedy                                             | Ann Davies / Carleton Hoffner                                             | [ 85 ]  |
| 1950                                                                      | Londyn                                                                    | Karol Kennedy / Peter Kennedy                                             | Jennifer Nicks / John Nicks                                               | Marianna Nagy / Lászlo Nagy                                               | [ 86 ]  |
| 1951                                                                      | Mediolan                                                                  | Ria Baran / Paul Falk                                                     | Karol Kennedy / Peter Kennedy                                             | Jennifer Nicks / John Nicks                                               | [ 86 ]  |
| 1952                                                                      | Paryż                                                                     | Ria Falk / Paul Falk                                                      | Karol Kennedy / Peter Kennedy                                             | Jennifer Nicks / John Nicks                                               | [ 86 ]  |
| 1953                                                                      | Davos                                                                     | Jennifer Nicks / John Nicks                                               | Frances Dafoe / Norris Bowden                                             | Marianna Nagy / Lászlo Nagy                                               | [ 86 ]  |
| 1954                                                                      | Oslo                                                                      | Frances Dafoe / Norris Bowden                                             | Silvia Grandjean / Michel Grandjean                                       | Sissy Schwarz / Kurt Oppelt                                               | [ 86 ]  |
| 1955                                                                      | Wiedeń                                                                    | Frances Dafoe / Norris Bowden                                             | Sissy Schwarz / Kurt Oppelt                                               | Marianna Nagy / Lászlo Nagy                                               | [ 86 ]  |
| 1956                                                                      | Ga-Pa                                                                     | Sissy Schwarz / Kurt Oppelt                                               | Frances Dafoe / Norris Bowden                                             | Marika Kilius / Franz Ningel                                              | [ 86 ]  |
| 1957                                                                      | Colorado Springs                                                          | Barbara Wagner / Robert Paul                                              | Marika Kilius / Franz Ningel                                              | Maria Jelinek / Otto Jelinek                                              | [ 86 ]  |
| 1958                                                                      | Paryż                                                                     | Barbara Wagner / Robert Paul                                              | Věra Suchánková / Zdeněk Doležal                                          | Maria Jelinek / Otto Jelinek                                              | [ 86 ]  |
| 1959                                                                      | Colorado Springs                                                          | Barbara Wagner / Robert Paul                                              | Marika Kilius / Hans-Jürgen Bäumler                                       | Nancy Ludington / Ronald Ludington                                        | [ 86 ]  |
| 1960                                                                      | Vancouver                                                                 | Barbara Wagner / Robert Paul                                              | Maria Jelinek / Otto Jelinek                                              | Marika Kilius / Hans-Jürgen Bäumler                                       | [ 87 ]  |
| 1961                                                                      | Praga                                                                     | Mistrzostwa odwołano z powodu katastrofy lotniczej                        | Mistrzostwa odwołano z powodu katastrofy lotniczej                        | Mistrzostwa odwołano z powodu katastrofy lotniczej                        | [ 87 ]  |
| 1962                                                                      | Praga                                                                     | Maria Jelinek / Otto Jelinek                                              | Ludmiła Biełousowa / Oleg Protopopow                                      | Margret Göbel / Franz Ningel                                              | [ 87 ]  |
| 1963                                                                      | Cortina d’Ampezzo                                                         | Marika Kilius / Hans-Jürgen Bäumler                                       | Ludmiła Biełousowa / Oleg Protopopow                                      | Tatjana Żuk / Aleksandr Gawriłow                                          | [ 87 ]  |
| 1964                                                                      | Dortmund                                                                  | Marika Kilius / Hans-Jürgen Bäumler                                       | Ludmiła Biełousowa / Oleg Protopopow                                      | Debbi Wilkes / Guy Revell                                                 | [ 87 ]  |
| 1965                                                                      | Colorado Springs                                                          | Ludmiła Biełousowa / Oleg Protopopow                                      | Vivian Joseph / Ronald Joseph                                             | Tatjana Żuk / Aleksandr Gorielik                                          | [ 87 ]  |
| 1966                                                                      | Davos                                                                     | Ludmiła Biełousowa / Oleg Protopopow                                      | Tatjana Żuk / Aleksandr Gorielik                                          | Cythia Kauffmann / Ronald Kauffmann                                       | [ 87 ]  |
| 1967                                                                      | Wiedeń                                                                    | Ludmiła Biełousowa / Oleg Protopopow                                      | Margot Glockshuber / Wolfgang Danne                                       | Cythia Kauffmann / Ronald Kauffmann                                       | [ 87 ]  |
| 1968                                                                      | Genewa                                                                    | Ludmiła Biełousowa / Oleg Protopopow                                      | Tatjana Żuk / Aleksandr Gorielik                                          | Cythia Kauffmann / Ronald Kauffmann                                       | [ 87 ]  |
| 1969                                                                      | Colorado Springs                                                          | Irina Rodnina / Aleksiej Ułanow                                           | Tamara Moskwina / Aleksiej Miszyn                                         | Ludmiła Biełousowa / Oleg Protopopow                                      | [ 87 ]  |
| 1970                                                                      | Lublana                                                                   | Irina Rodnina / Aleksiej Ułanow                                           | Ludmiła Smirnowa / Andriej Surajkin                                       | Heidemarie Steiner / Heinz-Ulrich Walther                                 | [ 88 ]  |
| 1971                                                                      | Lyon                                                                      | Irina Rodnina / Aleksiej Ułanow                                           | Ludmiła Smirnowa / Andriej Surajkin                                       | Alicia Jo Starbuck / Kenneth Shelley                                      | [ 88 ]  |
| 1972                                                                      | Calgary                                                                   | Irina Rodnina / Aleksiej Ułanow                                           | Ludmiła Smirnowa / Andriej Surajkin                                       | Alicia Jo Starbuck / Kenneth Shelley                                      | [ 88 ]  |
| 1973                                                                      | Bratysława                                                                | Irina Rodnina / Aleksandr Zajcew                                          | Ludmiła Smirnowa / Aleksiej Ułanow                                        | Manuela Groß / Uwe Kagelmann                                              | [ 88 ]  |
| 1974                                                                      | Monachium                                                                 | Irina Rodnina / Aleksandr Zajcew                                          | Ludmiła Smirnowa / Aleksiej Ułanow                                        | Romy Kermer / Rolf Österreich                                             | [ 88 ]  |
| 1975                                                                      | Colorado Springs                                                          | Irina Rodnina / Aleksandr Zajcew                                          | Romy Kermer / Rolf Österreich                                             | Manuela Groß / Uwe Kagelmann                                              | [ 88 ]  |
| 1976                                                                      | Göteborg                                                                  | Irina Rodnina / Aleksandr Zajcew                                          | Romy Kermer / Rolf Österreich                                             | Irina Worobjowa / Aleksandr Własow                                        | [ 88 ]  |
| 1977                                                                      | Tokio                                                                     | Irina Rodnina / Aleksandr Zajcew                                          | Irina Worobjowa / Aleksandr Własow                                        | Tai Babilonia / Randy Gardner                                             | [ 88 ]  |
| 1978                                                                      | Ottawa                                                                    | Irina Rodnina / Aleksandr Zajcew                                          | Manuela Mager / Uwe Bewersdorf                                            | Tai Babilonia / Randy Gardner                                             | [ 88 ]  |
| 1979                                                                      | Wiedeń                                                                    | Tai Babilonia / Randy Gardner                                             | Marina Czerkasowa / Siergiej Szachraj                                     | Sabine Baeß / Tassilo Thierbach                                           | [ 88 ]  |
| 1980                                                                      | Dortmund                                                                  | Marina Czerkasowa / Siergiej Szachraj                                     | Manuela Mager / Uwe Bewersdorf                                            | Marina Piestowa / Stanisław Leonowicz                                     | [ 89 ]  |
| 1981                                                                      | Hartford                                                                  | Irina Worobjowa / Igor Lisowski                                           | Sabine Baeß / Tassilo Thierbach                                           | Christina Riegel / Andreas Nischwitz                                      | [ 89 ]  |
| 1982                                                                      | Kopenhaga                                                                 | Sabine Baeß / Tassilo Thierbach                                           | Marina Piestowa / Stanisław Leonowicz                                     | Caitlin Curruthers / Peter Curruthers                                     | [ 89 ]  |
| 1983                                                                      | Helsinki                                                                  | Jelena Wałowa / Oleg Wasiljew                                             | Sabine Baeß / Tassilo Thierbach                                           | Barbara Underhill / Paul Martini                                          | [ 89 ]  |
| 1984                                                                      | Ottawa                                                                    | Barbara Underhill / Paul Martini                                          | Jelena Wałowa / Oleg Wasiljew                                             | Sabine Baeß / Tassilo Thierbach                                           | [ 89 ]  |
| 1985                                                                      | Tokio                                                                     | Jelena Wałowa / Oleg Wasiljew                                             | Łarisa Sielezniowa / Oleg Makarow                                         | Katherina Matousek / Lloyd Eisler                                         | [ 89 ]  |
| 1986                                                                      | Genewa                                                                    | Jekatierina Gordiejewa / Siergiej Grińkow                                 | Jelena Wałowa / Oleg Wasiljew                                             | Cynthia Coull / Mark Rowsom                                               | [ 89 ]  |
| 1987                                                                      | Cincinnati                                                                | Jekatierina Gordiejewa / Siergiej Grińkow                                 | Jelena Wałowa / Oleg Wasiljew                                             | Jill Watson / Peter Oppegard                                              | [ 89 ]  |
| 1988                                                                      | Budapeszt                                                                 | Jelena Wałowa / Oleg Wasiljew                                             | Jekatierina Gordiejewa / Siergiej Grińkow                                 | Łarisa Sielezniowa / Oleg Makarow                                         | [ 89 ]  |
| 1989                                                                      | Paryż                                                                     | Jekatierina Gordiejewa / Siergiej Grińkow                                 | Cindy Landry / Lyndon Johnston                                            | Jelena Bieczkie / Dienis Pietrow                                          | [ 89 ]  |
| 1990                                                                      | Halifax                                                                   | Jekatierina Gordiejewa / Siergiej Grińkow                                 | Isabelle Brasseur / Lloyd Eisler                                          | Natalja Miszkutionok / Artur Dmitrijew                                    | [ 90 ]  |
| 1991                                                                      | Monachium                                                                 | Natalja Miszkutionok / Artur Dmitrijew                                    | Isabelle Brasseur / Lloyd Eisler                                          | Natasha Kuchiki / Todd Sand                                               | [ 90 ]  |
| 1992                                                                      | Oakland                                                                   | Natalja Miszkutionok / Artur Dmitrijew                                    | Radka Kovaříková / René Novotný                                           | Isabelle Brasseur / Lloyd Eisler                                          | [ 90 ]  |
| 1993                                                                      | Praga                                                                     | Isabelle Brasseur / Lloyd Eisler                                          | Mandy Wötzel / Ingo Steuer                                                | Jewgienija Szyszkowa / Wadim Naumow                                       | [ 90 ]  |
| 1994                                                                      | Chiba                                                                     | Jewgienija Szyszkowa / Wadim Naumow                                       | Isabelle Brasseur / Lloyd Eisler                                          | Marina Jelcowa / Andriej Buszkow                                          | [ 90 ]  |
| 1995                                                                      | Birmingham                                                                | Radka Kovaříková / René Novotný                                           | Jewgienija Szyszkowa / Wadim Naumow                                       | Jenny Meno / Todd Sand                                                    | [ 90 ]  |
| 1996                                                                      | Edmonton                                                                  | Marina Jelcowa / Andriej Buszkow                                          | Mandy Wötzel / Ingo Steuer                                                | Jenny Meno / Todd Sand                                                    | [ 91 ]  |
| 1997                                                                      | Lozanna                                                                   | Mandy Wötzel / Ingo Steuer                                                | Marina Jelcowa / Andriej Buszkow                                          | Oksana Kazakowa / Artur Dmitrijew                                         | [ 92 ]  |
| 1998                                                                      | Minneapolis                                                               | Jelena Bierieżna / Anton Sicharulidze                                     | Jenny Meno / Todd Sand                                                    | Peggy Schwarz / Mirko Müller                                              | [ 93 ]  |
| 1999                                                                      | Helsinki                                                                  | Jelena Bierieżna / Anton Sicharulidze                                     | Shen Xue / Zhao Hongbo                                                    | Dorota Zagórska / Mariusz Siudek                                          | [ 94 ]  |
| 2000                                                                      | Nicea                                                                     | Marija Pietrowa / Aleksiej Tichonow                                       | Shen Xue / Zhao Hongbo                                                    | Sarah Abitbol / Stephane Bernadis                                         | [ 95 ]  |
| 2001                                                                      | Vancouver                                                                 | Jamie Salé / David Pelletier                                              | Jelena Bierieżna / Anton Sicharulidze                                     | Shen Xue / Zhao Hongbo                                                    | [ 96 ]  |
| 2002                                                                      | Nagano                                                                    | Shen Xue / Zhao Hongbo                                                    | Tatjana Tot´mianina / Maksim Marinin                                      | Kyoko Ina / John Zimmermann                                               | [ 97 ]  |
| 2003                                                                      | Waszyngton                                                                | Shen Xue / Zhao Hongbo                                                    | Tatjana Tot´mianina / Maksim Marinin                                      | Marija Pietrowa / Aleksiej Tichonow                                       | [ 98 ]  |
| 2004                                                                      | Dortmund                                                                  | Tatjana Tot´mianina / Maksim Marinin                                      | Shen Xue / Zhao Hongbo                                                    | Pang Qing / Tong Jian                                                     | [ 99 ]  |
| 2005                                                                      | Moskwa                                                                    | Tatjana Tot´mianina / Maksim Marinin                                      | Marija Pietrowa / Aleksiej Tichonow                                       | Zhang Dan / Zhang Hao                                                     | [ 100 ] |
| 2006                                                                      | Calgary                                                                   | Pang Qing / Tong Jian                                                     | Zhang Dan / Zhang Hao                                                     | Marija Pietrowa / Aleksiej Tichonow                                       | [ 101 ] |
| 2007                                                                      | Tokio                                                                     | Shen Xue / Zhao Hongbo                                                    | Pang Qing / Tong Jian                                                     | Alona Sawczenko / Robin Szolkowy                                          | [ 102 ] |
| 2008                                                                      | Göteborg                                                                  | Alona Sawczenko / Robin Szolkowy                                          | Zhang Dan / Zhang Hao                                                     | Jessica Dubé / Bryce Davison                                              | [ 103 ] |
| 2009                                                                      | Los Angeles                                                               | Alona Sawczenko / Robin Szolkowy                                          | Zhang Dan / Zhang Hao                                                     | Yūko Kawaguchi / Aleksandr Smirnow                                        | [ 104 ] |
| 2010                                                                      | Turyn                                                                     | Pang Qing / Tong Jian                                                     | Alona Sawczenko / Robin Szolkowy                                          | Yūko Kawaguchi / Aleksandr Smirnow                                        | [ 105 ] |
| 2011                                                                      | Moskwa                                                                    | Alona Sawczenko / Robin Szolkowy                                          | Tetiana Wołosożar / Maksim Trańkow                                        | Pang Qing / Tong Jian                                                     | [ 106 ] |
| 2012                                                                      | Nicea                                                                     | Alona Sawczenko / Robin Szolkowy                                          | Tetiana Wołosożar / Maksim Trańkow                                        | Narumi Takahashi / Mervin Tran                                            | [ 107 ] |
| 2013                                                                      | London                                                                    | Tetiana Wołosożar / Maksim Trańkow                                        | Alona Sawczenko / Robin Szolkowy                                          | Meagan Duhamel / Eric Radford                                             | [ 108 ] |
| 2014                                                                      | Saitama                                                                   | Alona Sawczenko / Robin Szolkowy                                          | Ksienija Stołbowa / Fiodor Klimow                                         | Meagan Duhamel / Eric Radford                                             | [ 109 ] |
| 2015                                                                      | Szanghaj                                                                  | Meagan Duhamel / Eric Radford                                             | Sui Wenjing / Han Cong                                                    | Pang Qing / Tong Jian                                                     | [ 110 ] |
| 2016                                                                      | Boston                                                                    | Meagan Duhamel / Eric Radford                                             | Sui Wenjing / Han Cong                                                    | Alona Sawczenko / Bruno Massot                                            | [ 111 ] |
| 2017                                                                      | Helsinki                                                                  | Sui Wenjing / Han Cong                                                    | Alona Sawczenko / Bruno Massot                                            | Jewgienija Tarasowa / Władimir Morozow                                    | [ 112 ] |
| 2018                                                                      | Mediolan                                                                  | Alona Sawczenko / Bruno Massot                                            | Jewgienija Tarasowa / Władimir Morozow                                    | Vanessa James / Morgan Ciprès                                             | [ 113 ] |
| 2019                                                                      | Saitama                                                                   | Sui Wenjing / Han Cong                                                    | Jewgienija Tarasowa / Władimir Morozow                                    | Natalja Zabijako / Aleksandr Enbiert                                      | [ 114 ] |
| 2020                                                                      | Montreal                                                                  | Mistrzostwa odwołano z powodu pandemii COVID-19                           | Mistrzostwa odwołano z powodu pandemii COVID-19                           | Mistrzostwa odwołano z powodu pandemii COVID-19                           | [ 37 ]  |
| 2021                                                                      | Sztokholm                                                                 | Anastasija Miszyna / Aleksandr Gallamow                                   | Sui Wenjing / Han Cong                                                    | Aleksandra Bojkowa / Dmitrij Kozłowskij                                   | [ 115 ] |
| 2022                                                                      | Montpellier                                                               | Alexa Knierim / Brandon Frazier                                           | Riku Miura / Ryuichi Kihara                                               | Vanessa James / Eric Radford                                              | [ 116 ] |
| 2023                                                                      | Saitama                                                                   | Riku Miura / Ryuichi Kihara                                               | Alexa Knierim / Brandon Frazier                                           | Sara Conti / Niccolò Macii                                                | [ 117 ] |
| 2024                                                                      | Montreal                                                                  | Deanna Stellato-Dudek / Maxime Deschamps                                  | Riku Miura / Ryuichi Kihara                                               | Minerva Fabienne Hase / Nikita Wołodin                                    | [ 118 ] |
| 2025                                                                      | Boston                                                                    | Riku Miura / Ryuichi Kihara                                               | Minerva Fabienne Hase / Nikita Wołodin                                    | Sara Conti / Niccolò Macii                                                | [ 119 ] |

### Pary taneczne
| Rok  | Miejsce           | Złoto                                              | Srebro                                             | Brąz                                               | Źr.     |
| ---- | ----------------- | -------------------------------------------------- | -------------------------------------------------- | -------------------------------------------------- | ------- |
| 1952 | Paryż             | Jean Westwood / Lawrence Demmy                     | Joan Dewhirst / John Slater                        | Carol Peters / Daniel Ryan                         | [ 120 ] |
| 1953 | Davos             | Jean Westwood / Lawrence Demmy                     | Joan Dewhirst / John Slater                        | Daniel Ryan                                        | [ 120 ] |
| 1954 | Oslo              | Jean Westwood / Lawrence Demmy                     | Nesta Davies / Paul Thomas                         | Carmel Bodel / Edward Bodel                        | [ 120 ] |
| 1955 | Wiedeń            | Jean Westwood / Lawrence Demmy                     | Pamela Weight / Paul Thomas                        | Barbara Radford / Raymond Lockwood                 | [ 120 ] |
| 1956 | Ga-Pa             | Pamela Weight / Paul Thomas                        | June Markham / Courtney Jones                      | Barbara Thompson / Gerard Rigby                    | [ 120 ] |
| 1957 | Colorado Springs  | June Markham / Courtney Jones                      | Geraldine Fenton / William McLachlan               | Sharon McKenzie / Bert Wright                      | [ 120 ] |
| 1958 | Paryż             | June Markham / Courtney Jones                      | Geraldine Fenton / William McLachlan               | Andree Anderson-Jacoby / Donald Jacoby             | [ 120 ] |
| 1959 | Colorado Springs  | Doreen Denny / Courtney Jones                      | Andree Anderson-Jacoby / Donald Jacoby             | Geraldine Fenton / William McLachlan               | [ 120 ] |
| 1960 | Vancouver         | Doreen Denny / Courtney Jones                      | Virginia Thompson / William McLachlan              | Christiane Guhel / Jean Paul Guhel                 | [ 121 ] |
| 1961 | Praga             | Mistrzostwa odwołano z powodu katastrofy lotniczej | Mistrzostwa odwołano z powodu katastrofy lotniczej | Mistrzostwa odwołano z powodu katastrofy lotniczej | [ 122 ] |
| 1962 | Praga             | Eva Romanová / Pavel Roman                         | Christiane Guhel / Jean Paul Guhel                 | Virginia Thompson / William McLachlan              | [ 121 ] |
| 1963 | Cortina d’Ampezzo | Eva Romanová / Pavel Roman                         | Linda Shearman / Michael Phillips                  | Paulette Doan / Kenneth Ormsby                     | [ 121 ] |
| 1964 | Dortmund          | Eva Romanová / Pavel Roman                         | Paulette Doan / Kenneth Ormsby                     | Janet Sawbridge / David Hickinbottom               | [ 121 ] |
| 1965 | Colorado Springs  | Eva Romanová / Pavel Roman                         | Janet Sawbridge / David Hickinbottom               | Lorna Dyer / John Carrell                          | [ 121 ] |
| 1966 | Davos             | Diane Towler / Bernard Ford                        | Kristin Fortune / Dennis Sveum                     | Lorna Dyer / John Carrell                          | [ 121 ] |
| 1967 | Wiedeń            | Diane Towler / Bernard Ford                        | Lorna Dyer / John Carrell                          | Yvonne Suddick / Malcolm Cannon                    | [ 121 ] |
| 1968 | Genewa            | Diane Towler / Bernard Ford                        | Yvonne Suddick / Malcolm Cannon                    | Janet Sawbridge / Jon Lane                         | [ 121 ] |
| 1969 | Colorado Springs  | Diane Towler / Bernard Ford                        | Ludmiła Pachomowa / Aleksandr Gorszkow             | Judy Schwomeyer / James Sladky                     | [ 121 ] |
| 1970 | Lublana           | Ludmiła Pachomowa / Aleksandr Gorszkow             | Judy Schwomeyer / James Sladky                     | Angelika Buck / Erich Buck                         | [ 123 ] |
| 1971 | Lyon              | Ludmiła Pachomowa / Aleksandr Gorszkow             | Angelika Buck / Erich Buck                         | Judy Schwomeyer / James Sladky                     | [ 123 ] |
| 1972 | Calgary           | Ludmiła Pachomowa / Aleksandr Gorszkow             | Angelika Buck / Erich Buck                         | Judy Schwomeyer / James Sladky                     | [ 123 ] |
| 1973 | Bratysława        | Ludmiła Pachomowa / Aleksandr Gorszkow             | Angelika Buck / Erich Buck                         | Hilary Green / Glyn Watts                          | [ 123 ] |
| 1974 | Monachium         | Ludmiła Pachomowa / Aleksandr Gorszkow             | Hilary Green / Glyn Watts                          | Natalja Liniczuk / Giennadij Karponosow            | [ 123 ] |
| 1975 | Colorado Springs  | Irina Moisiejewa / Andriej Minienkow               | Colleen O’Connor / James Millns                    | Hilary Green / Glyn Watts                          | [ 123 ] |
| 1976 | Göteborg          | Ludmiła Pachomowa / Aleksandr Gorszkow             | Irina Moisiejewa / Andriej Minienkow               | Colleen O’Connor / James Millns                    | [ 123 ] |
| 1977 | Tokio             | Irina Moisiejewa / Andriej Minienkow               | Janet Thompson / Warren Maxwell                    | Natalja Liniczuk / Giennadij Karponosow            | [ 123 ] |
| 1978 | Ottawa            | Natalja Liniczuk / Giennadij Karponosow            | Irina Moisiejewa / Andriej Minienkow               | Krisztina Regőczy / András Sallay                  | [ 123 ] |
| 1979 | Wiedeń            | Natalja Liniczuk / Giennadij Karponosow            | Krisztina Regőczy / András Sallay                  | Irina Moisiejewa / Andriej Minienkow               | [ 123 ] |
| 1980 | Dortmund          | Krisztina Regőczy / András Sallay                  | Natalja Liniczuk / Giennadij Karponosow            | Irina Moisiejewa / Andriej Minienkow               | [ 124 ] |
| 1981 | Hartford          | Jayne Torvill / Christopher Dean                   | Irina Moisiejewa / Andriej Minienkow               | Natalja Biestiemjanowa / Andriej Bukin             | [ 124 ] |
| 1982 | Kopenhaga         | Jayne Torvill / Christopher Dean                   | Natalja Biestiemjanowa / Andriej Bukin             | Irina Moisiejewa / Andriej Minienkow               | [ 124 ] |
| 1983 | Helsinki          | Jayne Torvill / Christopher Dean                   | Natalja Biestiemjanowa / Andriej Bukin             | Judy Blumberg / Michael Seibert                    | [ 124 ] |
| 1984 | Ottawa            | Jayne Torvill / Christopher Dean                   | Natalja Biestiemjanowa / Andriej Bukin             | Judy Blumberg / Michael Seibert                    | [ 124 ] |
| 1985 | Tokio             | Natalja Biestiemjanowa / Andriej Bukin             | Marina Klimowa / Siergiej Ponomarienko             | Judy Blumberg / Michael Seibert                    | [ 124 ] |
| 1986 | Genewa            | Natalja Biestiemjanowa / Andriej Bukin             | Marina Klimowa / Siergiej Ponomarienko             | Tracy Wilson / Robert McCall                       | [ 124 ] |
| 1987 | Cincinnati        | Natalja Biestiemjanowa / Andriej Bukin             | Marina Klimowa / Siergiej Ponomarienko             | Tracy Wilson / Robert McCall                       | [ 124 ] |
| 1988 | Budapeszt         | Natalja Biestiemjanowa / Andriej Bukin             | Marina Klimowa / Siergiej Ponomarienko             | Tracy Wilson / Robert McCall                       | [ 124 ] |
| 1989 | Paryż             | Marina Klimowa / Siergiej Ponomarienko             | Majia Usowa / Aleksandr Żulin                      | Isabelle Duchesnay / Paul Duchesnay                | [ 124 ] |
| 1990 | Halifax           | Marina Klimowa / Siergiej Ponomarienko             | Isabelle Duchesnay / Paul Duchesnay                | Majia Usowa / Aleksandr Żulin                      | [ 125 ] |
| 1991 | Monachium         | Isabelle Duchesnay / Paul Duchesnay                | Marina Klimowa / Siergiej Ponomarienko             | Majia Usowa / Aleksandr Żulin                      | [ 125 ] |
| 1992 | Oakland           | Marina Klimowa / Siergiej Ponomarienko             | Majia Usowa / Aleksandr Żulin                      | Oksana Griszczuk / Jewgienij Płatow                | [ 125 ] |
| 1993 | Praga             | Majia Usowa / Aleksandr Żulin                      | Oksana Griszczuk / Jewgienij Płatow                | Anżelika Kryłowa / Władimir Fiodorow               | [ 125 ] |
| 1994 | Chiba             | Oksana Griszczuk / Jewgienij Płatow                | Sophie Moniotte / Pascal Lavanchy                  | Susanna Rahkamo / Petri Kokko                      | [ 125 ] |
| 1995 | Birmingham        | Oksana Griszczuk / Jewgienij Płatow                | Susanna Rahkamo / Petri Kokko                      | Sophie Moniotte / Pascal Lavanchy                  | [ 125 ] |
| 1996 | Edmonton          | Oksana Griszczuk / Jewgienij Płatow                | Anżelika Kryłowa / Oleg Owsiannikow                | Shae-Lynn Bourne / Victor Kraatz                   | [ 126 ] |
| 1997 | Lozanna           | Oksana Griszczuk / Jewgienij Płatow                | Anżelika Kryłowa / Oleg Owsiannikow                | Shae-Lynn Bourne / Victor Kraatz                   | [ 127 ] |
| 1998 | Minneapolis       | Anżelika Kryłowa / Oleg Owsiannikow                | Marina Anisina / Gwendal Peizerat                  | Shae-Lynn Bourne / Victor Kraatz                   | [ 128 ] |
| 1999 | Helsinki          | Anżelika Kryłowa / Oleg Owsiannikow                | Marina Anisina / Gwendal Peizerat                  | Shae-Lynn Bourne / Victor Kraatz                   | [ 129 ] |
| 2000 | Nicea             | Marina Anisina / Gwendal Peizerat                  | Barbara Fusar-Poli / Maurizio Margaglio            | Margarita Drobiazko / Povilas Vanagas              | [ 130 ] |
| 2001 | Vancouver         | Barbara Fusar-Poli / Maurizio Margaglio            | Marina Anisina / Gwendal Peizerat                  | Irina Łobaczowa / Ilja Awierbuch                   | [ 131 ] |
| 2002 | Nagano            | Irina Łobaczowa / Ilja Awierbuch                   | Shae-Lynn Bourne / Victor Kraatz                   | Galit Chait / Siergiej Sachnowski                  | [ 132 ] |
| 2003 | Waszyngton        | Shae-Lynn Bourne / Victor Kraatz                   | Irina Łobaczowa / Ilja Awierbuch                   | Ałbena Denkowa / Maksim Stawiski                   | [ 133 ] |
| 2004 | Dortmund          | Tatjana Nawka / Roman Kostomarow                   | Ałbena Denkowa / Maksim Stawiski                   | Kati Winkler / René Lohse                          | [ 134 ] |
| 2005 | Moskwa            | Tatjana Nawka / Roman Kostomarow                   | Tanith Belbin / Benjamin Agosto                    | Ołena Hruszyna / Rusłan Honczarow                  | [ 135 ] |
| 2006 | Calgary           | Ałbena Denkowa / Maksim Stawiski                   | Marie-France Dubreuil / Patrice Lauzon             | Tanith Belbin / Benjamin Agosto                    | [ 136 ] |
| 2007 | Tokio             | Ałbena Denkowa / Maksim Stawiski                   | Marie-France Dubreuil / Patrice Lauzon             | Tanith Belbin / Benjamin Agosto                    | [ 137 ] |
| 2008 | Göteborg          | Isabelle Delobel / Olivier Schoenfelder            | Tessa Virtue / Scott Moir                          | Jana Chochłowa / Siergiej Nowicki                  | [ 138 ] |
| 2009 | Los Angeles       | Oksana Domnina / Maksim Szabalin                   | Tanith Belbin / Benjamin Agosto                    | Tessa Virtue / Scott Moir                          | [ 139 ] |
| 2010 | Turyn             | Tessa Virtue / Scott Moir                          | Meryl Davis / Charlie White                        | Federica Faiella / Massimo Scali                   | [ 140 ] |
| 2011 | Moskwa            | Meryl Davis / Charlie White                        | Tessa Virtue / Scott Moir                          | Maia Shibutani / Alex Shibutani                    | [ 141 ] |
| 2012 | Nicea             | Tessa Virtue / Scott Moir                          | Meryl Davis / Charlie White                        | Nathalie Péchalat / Fabian Bourzat                 | [ 142 ] |
| 2013 | London            | Meryl Davis / Charlie White                        | Tessa Virtue / Scott Moir                          | Jekatierina Bobrowa / Dmitrij Sołowjow             | [ 143 ] |
| 2014 | Saitama           | Anna Cappellini / Luca Lanotte                     | Kaitlyn Weaver / Andrew Poje                       | Nathalie Péchalat / Fabian Bourzat                 | [ 144 ] |
| 2015 | Szanghaj          | Gabriella Papadakis / Guillaume Cizeron            | Madison Chock / Evan Bates                         | Kaitlyn Weaver / Andrew Poje                       | [ 145 ] |
| 2016 | Boston            | Gabriella Papadakis / Guillaume Cizeron            | Maia Shibutani / Alex Shibutani                    | Madison Chock / Evan Bates                         | [ 146 ] |
| 2017 | Helsinki          | Tessa Virtue / Scott Moir                          | Gabriella Papadakis / Guillaume Cizeron            | Maia Shibutani / Alex Shibutani                    | [ 147 ] |
| 2018 | Mediolan          | Gabriella Papadakis / Guillaume Cizeron            | Madison Hubbell / Zachary Donohue                  | Kaitlyn Weaver / Andrew Poje                       | [ 148 ] |
| 2019 | Saitama           | Gabriella Papadakis / Guillaume Cizeron            | Wiktorija Sinicyna / Nikita Kacałapow              | Madison Hubbell / Zachary Donohue                  | [ 149 ] |
| 2020 | Montreal          | Mistrzostwa odwołano z powodu pandemii COVID-19    | Mistrzostwa odwołano z powodu pandemii COVID-19    | Mistrzostwa odwołano z powodu pandemii COVID-19    | [ 37 ]  |
| 2021 | Sztokholm         | Wiktorija Sinicyna / Nikita Kacałapow              | Madison Hubbell / Zachary Donohue                  | Piper Gilles / Paul Poirier                        | [ 150 ] |
| 2022 | Montpellier       | Gabriella Papadakis / Guillaume Cizeron            | Madison Hubbell / Zachary Donohue                  | Madison Chock / Evan Bates                         | [ 151 ] |
| 2023 | Saitama           | Madison Chock / Evan Bates                         | Charlène Guignard / Marco Fabbri                   | Piper Gilles / Paul Poirier                        | [ 152 ] |
| 2024 | Montreal          | Madison Chock / Evan Bates                         | Piper Gilles / Paul Poirier                        | Charlène Guignard / Marco Fabbri                   | [ 153 ] |
| 2025 | Boston            | Madison Chock / Evan Bates                         | Piper Gilles / Paul Poirier                        | Lilah Fear / Lewis Gibson                          | [ 154 ] |